# Numero postale di avviamento
Il numero postale di avviamento (NPA) è il codice postale impiegato in Svizzera. Il NPA fu introdotto dalla Posta Svizzera nel 1964, quando era già impiegato dalla tedesca Deutsche Post e dallo statunitense United States Postal Service.
In Svizzera, il numero postale di avviamento è composto da quattro cifre. Come nel sistema tedesco e italiano, un comune può avere più NPA. Quando una località possiede un suo NPA non significa che sia un comune politicamente autonomo. Lo stesso NPA può essere usato per differenti comuni. (es.: 3048 Worblaufen, comprende parti di Berna e di Ittigen).
Il sistema del NPA svizzero comprende anche il Principato del Liechtenstein. L'enclave tedesca di Büsingen e quella italiana di Campione d'Italia hanno un NPA svizzero in aggiunta al loro codice postale nazionale.

## Scomposizione del NPA
I NPA sono stati formati secondo un principio logico. Ognuna delle 4 cifre fornisce un'indicazione geografica del luogo al quale corrispondono:
- 1ª cifra: grande regione geografica
- 2ª cifra: zona più piccola intorno a una città
- 3ª cifra: tragitto (questa cifra si riferisce ancora all'epoca quando tutta la posta era distribuita per ferrovia)
- 4ª cifra: località.

## Lista dei NPA
- 1xxx - Romandia sud
  - 10xx: Losanna, Echallens
  - 11xx: Morges, Rolle
  - 12xx: Canton Ginevra, Nyon
  - 13xx: Massiccio del Giura: Cossonay, Orbe, Vallorbe
  - 14xx: Yverdon-les-Bains, Estavayer-le-Lac
  - 15xx: Moudon, Lucens, Avenches
  - 16xx: Romont, Bulle
  - 17xx: Friburgo e la regione del lago di Morat
  - 18xx: Est del lago Lemano: Vevey, Montreux, Chiablese: Aigle, Monthey, Saint-Maurice
  - 19xx: Martigny, Sion
- 2xxx - Romandia nord
  - 20xx: Neuchâtel
  - 21xx: Distretto di Val-de-Travers
  - 22xx: Distretto di Val-de-Ruz
  - 23xx: La Chaux-de-Fonds, distretto delle Franches-Montagnes
  - 24xx: Le Locle, La Sagne
  - 25xx: Bienne, regione del lago di Bienne, Grenchen
  - 26xx: regione di Saint-Imier
  - 27xx: Giura bernese: Tavannes, Tramelan, Moutier
  - 28xx: Delémont
  - 29xx: Ajoie: Porrentruy
- 3xxx - Berna e Canton Vallese superiore
  - 30xx: Città di Berna e periferia
  - 31xx: sud di Berna
  - 32xx: Seeland: Aarberg, Ins, Kerzers, Lyss
  - 33xx: zona tra Berna e Soletta
  - 34xx: Berthoud e circondario dell'Alta Argovia tranne Langenthal
  - 35xx: Emmental
  - 36xx: Thun
  - 37xx: Spiez, Simmental
  - 38xx: Interlaken, Haslital
  - 39xx: Canton Vallese: Sierre, Crans-Montana
- 4xxx - Basilea
  - 40xx: città di Basilea
  - 41xx: valle di Leimen, valli della Birsa, Riehen, Bettingen, Pratteln
  - 42xx: valle di Laufen, Dorneck-Thierstein
  - 43xx: valle di Frick: Rheinfelden, Stein
  - 44xx: Canton Basilea Campagna
  - 45xx: Soletta
  - 46xx: Olten
  - 47xx: Oensingen, Balsthal
  - 48xx: Zofingen
  - 49xx: Langenthal
- 5xxx - Regione di Aarau
  - 50xx: città di Aarau e periferia, ovest della città di Frick: Frick e Laufenburg
  - 51xx: Möriken-Wildegg, Schinznach, Schinznach-Bad
  - 52xx: Brugg, Mettauertal
  - 53xx: Turgi, Koblenz
  - 54xx: Baden, Wettingen
  - 55xx: Mellingen
  - 56xx: Lenzburg, Wohlen, Bremgarten, Muri
  - 57xx: distretto di Kulm, Beinwil am See, Kölliken, Safenwil
- 6xxx - Svizzera centrale, Canton Ticino
  - 60xx: Lucerna, Canton Obvaldo
  - 61xx: Entlebuch, Willisau
  - 62xx: Sempach, Sursee, Hochdorf
  - 63xx: Canton Zugo, Canton Nidvaldo
  - 64xx: Canton Svitto tranne i distretti di March e di Höfe, Canton Uri
  - 65xx: Bellinzona, Gambarogno, Mesocco, Val Calanca
  - 66xx: Locarno, Vallemaggia, Valle Verzasca
  - 67xx: Biasca e Regione Tre Valli
  - 68xx: Mendrisiotto, parte del distretto di Lugano
  - 69xx: Lugano
- 7xxx - Grigioni
  - 70xx: Coira, Arosa, Domat/Ems, Flims
  - 71xx: distretto di Surselva
  - 72xx: Prettigovia, Davos
  - 73xx: distretto di Landquart, Sargans
  - 74xx: distretto dell'Albula
  - 75xx: Engadina, Val Monastero
  - 76xx: Val Bregaglia
  - 77xx: Val Poschiavo
- 8xxx - Regione di Zurigo
  - 80xx: città di Zurigo (le ultime due cifre indicano la circoscrizione della città o l'ufficio postale distributore: 8005 Zurich 5 per la quinta circoscrizione o 8031 Zurich 31 per l'ufficio distributore nº 31)
  - 81xx: nord-ovest del Canton Zurigo
  - 82xx: Sciaffusa, Kreuzlingen
  - 83xx: Kloten, Hinwil, sud del Canton Turgovia
  - 84xx: Winterthur, valle della Töss
  - 85xx: Frauenfeld, Weinfelden, Amriswil, Romanshorn
  - 86xx: Dübendorf
  - 87xx: rive destra del lago di Zurigo, Canton Glarona
  - 88xx: riva sinistra del lago di Zurigo, distretti di March e di Höfe, distretto di Sarganserland
  - 89xx: valle della Limmat, Albis, distretto di Affoltern
- 9xxx - Svizzera orientale e Liechtenstein
  - 90xx: San Gallo, Appenzello
  - 91xx: Herisau
  - 92xx: Gossau, Flawil, Uzwil, Bischofszell
  - 93xx: Arbon
  - 94xx: Rorschach, valle del Reno, Liechtenstein
  - 95xx: Wil
  - 96xx: distretto del Toggenburgo

## Località straniere con NPA
- CH-6911 Campione d'Italia in Italia (fino al 31 dicembre 2019)
- CH-3907 Domodossola (per la sola agenzia postale svizzera)
- CH-8238 Büsingen am Hochrhein in Germania
- LI-94xx: Liechtenstein
  - 9487 Gamprin
  - 9488 Schellenberg
  - 9490 Vaduz
  - 9491 Ruggell
  - 9492 Eschen
  - 9493 Mauren
  - 9494 Schaan
  - 9495 Triesen
  - 9496 Balzers
  - 9497 Triesenberg
  - 9498 Planken